# Ebrachosuchus
Ebrachosuchus (лат.) — род фитозавров из семейства Parasuchidae, включающий единственный вид — Ebrachosuchus neukami. Известен по ископаемым остаткам из верхнетриасовых (верхнекарнийских) отложений Баварии, южная Германия. Описан только один образец — голотип BSPG 1931 X 501, полный череп, у которого отсутствуют обе нижних челюсти. Он был обнаружен в пласте № 9 карьера Эбрах верхнекарнийского подразделения Блазенсандштейн формации Хассберге. Вид и род были описаны Оскаром Куном в 1936 году.
Хант и Лукас (1991) ошибочно упомянули Francosuchus angustifrons как Ebrachosuchus angustifrons и считали его и два других вида Francosuchus, F. broilii и F. latus, синонимами E. neukami. Кроме того, они отнесли вид к Paleorhinus и синонимизировали Ebrachosuchus с первым. Последующие исследования подтвердили эту версию. Совсем недавний филогенетический анализ обнаружил, что E. neukami относится к Phytosauridae, чем с Paleorhinus, и, таким образом, род Ebrachosuchus был восстановлен в то время как F. angustifrons переименован в P. angustifrons, поскольку он разделяет уникальные синапоморфии с типовым видом Paleorhinus (P. bransoni) и был признан его сестринским таксоном. F. broilii и F. latus также были исключены из синонимии E. neukami, так как они были признаны сомнительными видами (nomen dubium).